# Antithese
Der Begriff Antithese (altgriechisch ἀντίθεσις antithésis „Gegenbehauptung, -satz, Opposition“, aus ἀντί anti „gegen, gegenüber“ und θέσσις thésis „Stellung, Anordnung“) bezeichnet allgemein eine Gegenbehauptung zu einer Ausgangsbehauptung (der These). Dabei werden zwei Wörter, Begriffe, Satzteile oder Sätze einander gegenübergestellt, die sich im Sinn widersprechen. Zur Abgrenzung vom Oxymoron ist bei der Antithese das bloße Gegenüberstellen der gegenteiligen Begriffe um weitere zum Teil ebenfalls antonyme Sinneinheiten erweitert.

## Formale Logik
Im Bereich der formalen Logik ist eine Antithese als Negation ihrer entsprechenden These zu verstehen. Zur These {\displaystyle p} gehört also die Antithese {\displaystyle \neg p} („nicht p“). Der Wahrheitswert einer Antithese ist also falsch, sofern selbiger der These wahr ist, und umgekehrt. Es gibt daher genau eine Antithese zu jeder These. These und Antithese können weder zugleich wahr, noch zugleich falsch sein.

Bsp.:  

„These: Das Haus ist rot.
Antithese: Das Haus ist nicht rot.“

„These: Goethe starb 1805.
Antithese: Goethe starb nicht 1805.“

Dieses Verständnis geht zurück auf die Triade These, Antithese und Synthese des Philosophen Friedrich Hegel.

## Bildungssprachlich
Im bildungssprachlichen Sinn stellt die Antithese einen inhaltlichen Gegensatz bzw. Widerspruch zu einer zuvor aufgestellten These dar; sie fällt also ein Urteil, welches sich mit jenem der These ausschließt. In diesem weiteren Sinne verhalten sich These und Antithese nicht notwendigerweise dichotom, da sie sich zwar inhaltlich widersprechen, jedoch keine exakte Negation darstellen müssen und mehrere Antithesen denkbar sind. Ferner können sie dadurch zugleich falsch sein.
Bsp.: 

„These: Das Haus ist rot.
Antithese: Das Haus ist nicht rot, denn es ist blau.“

„These: Goethe starb 1805.
Antithese 1: Goethe starb 1832.
Antithese 2: Goethe starb 1755.“